# Natália Naryshkina
Natália Kirilovna Naryshkina (1 de setembro de 1651 – 4 de fevereiro de 1694) foi a segunda esposa do czar Aleixo e Czarina Consorte do Czarado da Rússia de 1671 até 1679. Era filha de Cirilo Naryshkin e Ana Leontyeva, tendo também sido a mãe do imperador Pedro I da Rússia.
Nascida em uma família de boiardos tártaros, se casou com Aleixo em fevereiro de 1671 depois da morte da primeira esposa dele, Maria Miloslavskaia. Com o czar, Natália teve três filhos: Pedro, Natália e Teodora.